# Barybrotes indus
Barybrotes indus là một loài chân đều trong họ Barybrotidae. Loài này được Schioedte & Meinert miêu tả khoa học năm 1879.